# ...Where the Shadows Lie
Albums de Battlelore
Sword's Song
(2003)
...Where the Shadows Lie est le premier album complet du groupe de heavy metal finlandais Battlelore, sorti en 2002. L'album reçut de bonnes critiques et acquit au groupe une fan base loyale. Une vidéo fut tournée pour le morceau Journey to Undying Lands, afin de promouvoir le groupe à travers l'Europe. Après la sortie de cet album en 2002, le guitariste Tommi Havo dut quitter le groupe pour raisons personnelles et fut remplacé par Jussi Rautio.
La couverture de l'album représente Morgoth, illustré par Ted Nasmith.

## Pistes musicales
| No  | Titre                                                                    | Musique                      | Durée |
| --- | ------------------------------------------------------------------------ | ---------------------------- | ----- |
| 1.  | Swordmaster                                                              |                              | 5:36  |
| 2.  | The Grey Wizard                                                          |                              | 4:17  |
| 3.  | Raging Goblin                                                            |                              | 4:35  |
| 4.  | Journey to Undying Lands                                                 |                              | 4:50  |
| 5.  | Shadowgate                                                               | Miitri Aaltonen & Battlelore | 4:04  |
| 6.  | Fangorn                                                                  |                              | 5:05  |
| 7.  | The Green Maid                                                           |                              | 3:44  |
| 8.  | Khazad-Dûm Pt.1 (Ages of Mithril)                                        |                              | 5:20  |
| 9.  | Ride with the Dragons                                                    |                              | 4:17  |
| 10. | Feast for the Wanderer (Piste cachée, non présente sur le récapitulatif) |                              | 4:05  |

## Artistes
Membres du groupe
- Kaisa Jouhki – chant
- Patrik Mennander – chant
- Tommi Havo – guitare
- Jyri Vahvanen – guitare
- Miika Kokkola – basse
- Henri Vahvanen – batterie
- Maria Honkanen – clavier

Musiciens invités
- Jyrki Myllärinen – guitares classiques

## Production
- Miitri Aaltonen - producteur, ingénieur, mixeur
- Pauli Saastamoinen - masterisation